# The King of Fighters '94
The King Of Fighters '94 es un videojuego arcade de lucha lanzado por SNK en 1994.
Primero de la saga The King of Fighters, se le considera como el pionero de los crossovers en el mundo de los videojuegos, al ser el primero que incluía en el mismo universo personajes de sagas distintas, mostrando coherencia en la historia y en el desarrollo de la jugabilidad.

## Desarrollo
De acuerdo con una entrevista con diseñadores veteranos de la serie The King of Fighters, la versión prototipo del juego era un beat 'em up al estilo de Double Dragon llamado Survivor. Únicamente usaría personajes clave de las series Art of Fighting y Fatal Fury, específicamente, se podía jugar con Robert Garcia and Terry Bogard en pruebas de campo preliminares. Sin embargo, esta idea fue abandonada. Debido a que SNK tenían afinidad con la idea de un crossover de las dos series, finalmente estuvieron de acuerdo con hacer un juego de lucha con sus personajes más populares. Personajes antiguos de Ikari Warriors y Psycho Soldier también fueron incluidos en la plantilla del juego. El concepto de equipos de tres personas fue una idea que se conservó de la versión beat 'em up preliminar. El nombre «The King of Fighters» fue reusado, después de aparecer como el subtítulo del primer juego de Fatal Fury, Fatal Fury: King of Fighters.

## Gráficos
A pesar de que fue el primer título de la saga, y de la dificultad que representaba incluir personajes de apartados gráficos distintos, el resultado es poco menos que soberbio, y a pesar de los años conserva su encanto.
Se rediseñaron cada uno de los personajes, sus movimientos y el entorno que ambientaría el juego. Se apostó por un diseño al estilo anime, aunque de la vieja escuela, el cual ayudó a realzar el realismo, impacto y seriedad del juego, permitiendo así que se colocara como una saga en vez de como un título único.
El número de cuadros por segundo fue superior a todos los juegos de la época, y la suavidad del juego representó una innovación. Otro punto a favor de este apartado es el buen número de participaciones especiales, y las pantallas de victoria, que representaban y superaban a los juegos que le dieron origen.

## Música
El apartado sonoro es destacable. Se crearon canciones completamente nuevas, que concordaban eficazmente con los escenarios, con un ambiente muy logrado, y sobre todo, envolvente.

## Jugabilidad
Este juego es un crossover de Art of Fighting / Fatal Fury básicamente, y se añadieron personajes extras de otros juegos; sin embargo, al ser los títulos mencionados juegos de peleas con un estilo ya muy conocido, optaron por hacer una mezcla de ambos, siendo un rotundo éxito y guiando a la saga más exitosa en los juegos de peleas.
Destacan entre sus principales virtudes:
- Los personajes pueden llenar una barra de poder, similar a la usada en Art of Fighting, con la diferencia que no se usa para ejecutar poderes especiales (estos se usan indiscriminadamente), si no Super Especiales.

- Los poderes super especiales se pueden usar de forma ilimitada cuando la energía del personaje está parpadeando en rojo, tal como se usa en Fatal Fury.

- Los personajes pueden esquivar poderes como en Fatal Fury, solo que aquí es con AB.

- Se usan 4 botones, dos patadas y puños, fuertes y débiles respectivamente.

- Se puede disminuir la barra de poder del oponente con el botón C, estando a más de media pantalla de distancia del oponente. Se visibiliza como una burla.

- Se usa un movimiento de carga que derriba al oponente con CD.

- En caso de sufrir un ataque del rival especial a cuerpo o sufrir un aturdimiento se llama al compañero en espera de su turno para que te ayude gracias a los botones A, B y C. Nota: Depende del personaje será su ayuda.

- Se logra un "aturdimiento" si un peleador sufre golpes consecutivos dejándolo inmóvil por 4 segundos, para librarse se llama al compañero o se pulsa cualquier botón de acción.

- Para ganar un combate se debe eliminar a los 3 integrantes del equipo adversario, uno por uno, antes de que este haga lo propio con el nuestro.

- Si en el combate final (el último integrante de cada equipo) hay un Doble KO, ambos equipos pierden la pelea.

- Si en el combate final (el último integrante de cada equipo) hay un "TIME UP"y ambos tienen misma energía se da la oportunidad de volver a pelear, si ocurre lo mismo ambos equipos pierden la batalla.

- Se puede ganar una victoria por acabar con la energía del oponente ("K.O."), o bien, si al terminar el tiempo reglamentario ("TIME UP")para la pelea tenemos más energía que el oponente.

## Historia
Rugal Bernstein es un notorio traficante de armas y drogas, así también como un increíblemente habilidoso y despiadado luchador. Encontrándose aburrido por la falta de un competidor digno, decide ser el anfitrión de un nuevo torneo King of Fighters. El torneo King of Fighters fue realizado anteriormente por Geese Howard en los juegos Art of Fighting 2 y en el primer Fatal Fury, y por Wolfgang Krauser en Fatal Fury 2.
Rugal hace que su secretaria, la asesina Mature, viaje a ocho destinos alrededor del mundo para invitar a ciertos luchadores a participar de su nuevo torneo. A diferencia de los torneos previos, el nuevo King of Fighters es un torneo de equipos donde cada equipo representara a una de las siguientes ocho naciones: Inglaterra, Estados Unidos, Brasil, Corea, Japón, México, Italia y China.

## Personajes
Incluyó personajes estelares de Art of Fighting (Ryo, Robert, Takuma, Yuri, King), Fatal Fury (Terry, Andy, Joe, Mai, Kim), Ikari Warriors (Ralph Jones, Clark Stell y Heidern), Psycho Soldier (Athena, Kensou) y otros creados específicamente para la ocasión.
Como sería después tradición en la saga, el juego está formado por tercias, en el caso de esta edición cada una representando a un país. Los personajes del juego y sus respectivos equipos son:
| - Kyō Kusanagi - Benimaru Nikaido - Goro Daimon - Terry Bogard - Andy Bogard - Joe Higashi - Ryo Sakazaki - Robert García - Takuma Sakazaki - Heidern - Clark Steel - Ralf Jones | - Athena Asamiya - Sie Kensou - Chin Gentsai - Yuri Sakazaki - Mai Shiranui - King - Kim Kaphwan - Chang Koehan - Choi Bounge - Heavy D! - Lucky Glauber - Brian Battler - Rugal Bernstein (modo normal/ 2.º.Round con todas sus fuerzas) |

## Versiones
Además de la versión arcade, se realizó sólo una versión para Neo-Geo AES, los demás sistemas no contaron con su versión al no haber otro sistema o consola que lo soportara. En 1994 sale Neo Geo CD, una consola de lector de CD, KOF 94 sale como juego especial, su música es cambiado solo en tono conservando las notas y con buenos gráficos eliminando los créditos que eran requeridos en AES. En 2005, salió una versión para PlayStation 2, llamada KOF '94 Re-Bout, que incluye escenarios 3D, efectos 2D impresionantes, el modo para editar equipos, el modo de pelear con un integrante y la versión de Arcadia original. Se pueden elegir en todos los modos excepto en este último a Rugal Bernstein y Saisyu Kusanagi. Como homenaje del décimo aniversario hay cameos de todos los personajes KOF en todos los escenarios. En abril de 2005, SNK Playmore confirmó que estaba trabajando en una versión de Xbox original para un lanzamiento estadounidense, pero esta versión ha sido cancelada en marzo de 2006 por una razón no revelada. Esta versión solo estuvo en Japón y no está disponible en otros idiomas ni sistema.